# Centro audiovisual Simone de Beauvoir
El Centro audiovisual Simone de Beauvoir fue fundado en 1982 en París por Carole Roussopoulos, Delphine Seyrig y Ioana Wieder. Tenía como objetivo reunir, producir y difundir documentos audiovisuales sobre los derechos, luchas y la creación artística de las mujeres.

## Historia
Carole Roussopoulos, Delphine Seyrig e Ioana Wieder fueron tres activistas de los derechos de las mujeres. Involucradas en la práctica del vídeo, el cine o el arte, estas tres activistas feministas pusieron en el centro de sus objetivos la conservación y creación de documentos audiovisuales que fueran importantes para la historia de las mujeres, sus derechos, sus luchas y sus creaciones.
Cerrado por razones financieras en 1993, el Centro comenzó una nueva vida en 2003, con un nuevo equipo. De este "primer" período del Centro, se conservan pocos documentos y archivos de diversas naturalezas. Desde 2003 el Centro trabaja para recuperar parte de su memoria, así como para alumbrar nuevos documentos de la historia de las mujeres.